# Збечник
Збе́чник (чеш. Zbečník) — село в северо-восточной части Чехии, расположенное приблизительно в 5 километрах от польско-чешской границы. Относится к району Наход, Краловеградецкого края. Село Збечник расположено в Збечницкой долине и тянется вдоль главной дороги. Збечник соседствует с городом Гронов, находящемся к востоку от села. Через Збечницкую долину и большую часть Збечника протекает Збечницкий ручей, впадающий в реку Метуй. К северу от Збечника расположена гора Матернице — её высота 567 метров над уровнем моря.

## История
Первые письменные упоминания о Збечнике относятся к XV веку, в них сообщается о крепости Квиков, которая находилась на холме над Збечником. В настоящее время на этом месте остались только неровности рельефа.

## География
Геологическая структура долины такова, что там невозможно добывать каменный уголь, который есть около Йировы горы и у подножия горного массива Матернице. На южных склонах холмов отмечаются выходы триасового песчаника. В Збечнике расположен завод МГИ Виков по сборке коробок передач, а также ряд небольших производственных предприятий.

### Климат
Поскольку Збечник находится в долине, его климат суровее, чем в соседних населённых пунктах региона. Климат Збечника характеризуется частыми морозами, в том числе и утренними заморозками, зимой температура воздуха обычно понижается до −20 °C. Летние дни бывают жаркими, температура выше +30 °C.

## Транспорт
Село Збечник расположено в стороне от значимых транспортных путей. Несмотря на наличие проходящей по равнинной части села железной дороги 026, железнодорожная станция в Збечнике отсутствует. Транспортное сообщение по маршруту Червеный Костелец — Гронов, проходящему через село, обеспечивают автобусы компаний «ЦДС Наход» и «ИЦОМ Транспорт». Интервал движения автобусов — 30 минут в рабочее дни, 2 часа в выходные дни.

## Население
| Год  | Численность | Численность |
| ---- | ----------- | ----------- |
| 1869 | 1031        | [ 4 ]       |
| 1880 | 1084        | [ 4 ]       |
| 1890 | 1148        | [ 4 ]       |
| 1900 | 1425        | [ 4 ]       |
| 1910 | 2199        | [ 4 ]       |
| 1921 | 1939        | [ 4 ]       |
| 1930 | 1931        | [ 4 ]       |
| 1950 | 1489        | [ 4 ]       |
| 1961 | 1437        | [ 4 ]       |
| 1970 | 1310        | [ 4 ]       |
| 1980 | 1161        | [ 4 ]       |
| 1991 | 1100        | [ 4 ]       |
| 2001 | 1014        | [ 4 ]       |
| 2011 | 1018        | [ 4 ]       |
| 2021 | 1008        | [ 3 ]       |

## Збечник и его окрестности
- Колокольня в Збечнике
- Железнодорожный переезд на границе между Збечником и Гроновом.